# Mecha Dragon
Mecha Dragon (кит. 机甲龙; пиньинь jījiǎ lóng) — полноразмерный люксовый электромобиль, выпускающийся подразделением Ora компании Great Wall Motor.

## Описание

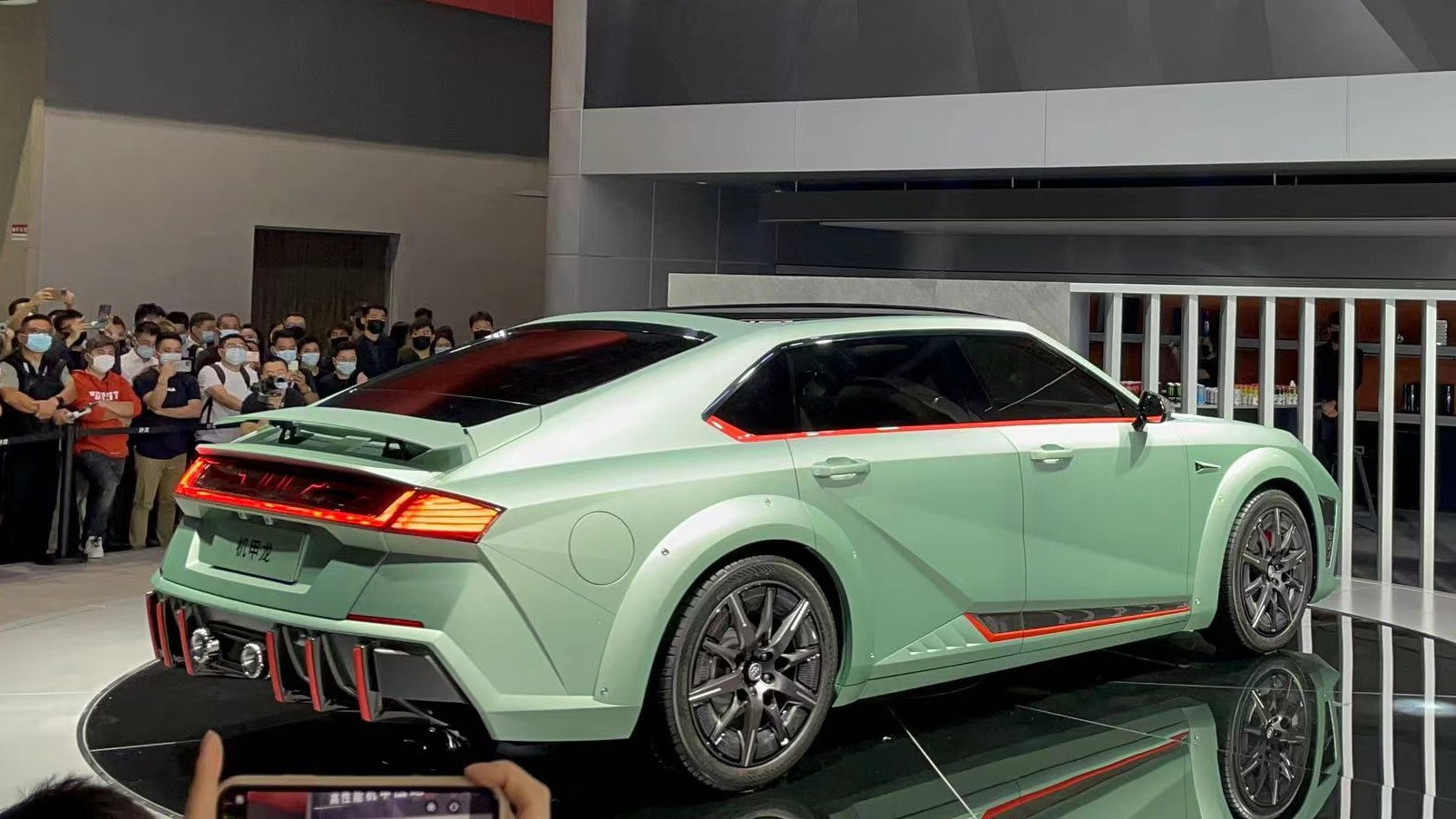
Вид сзади

Впервые Mecha Dragon был представлен в 2021 году в Гуанчжоу. Первоначально планировалось выпустить 101 экземпляр. Ценовой диапазон варьировался от 400000 до 800000 иен.
К марту 2023 года бренд Saloon был отменён. Вместо этого Mecha Dragon продавался под брендом Ora.

## Технические характеристики
Mecha Dragon имеет четыре электродвигателя суммарной мощностью 405 кВт (543 л. с.) и суммарным крутящим моментом до 750 Н⋅м. До 100 км/ч автомобиль разгоняется за 3,7 сек. Mecha Dragon оснащён аккумулятором Great Wall Dayu ёмкостью 115 кВт⋅ч. Запас хода на электротяге составляет 802 км по циклу CLTC. Благодаря напряжению 800 В и максимальной скорости быстрой зарядки постоянным током 480 кВт запас хода может быть увеличен на 401 км в течение 10 минут.